# Otto von Kerpen
Otto von Kerpen (zm. 7 lutego 1209) – wielki mistrz zakonu krzyżackiego w latach 1208–1209.

## Życiorys
Informacje o pochodzeniu Otto von Kerpena są bardzo niepewne. Według tradycji krzyżackiej, pochodził on z ubogiej, bliżej nieznanej rodziny rycerskiej z Nadrenii, osiadłej w Kerpen, nieopodal Gillesheim. Druga z wersji, uważana z reguły za bardziej wiarygodną, głosi, iż Otto był mieszczaninem, podobnie jak jego poprzednik Henryk Walpot, i pochodził z Bremy. Jest to o tyle prawdopodobne, że w początkowym okresie istnienia zakonu krzyżackiego, większość spośród braci wywodziła się właśnie z tego miasta.
Nie wiadomo, w jaki sposób Otto doszedł do godności wielkiego mistrza. W czasie jego rządów, zakon był instytucją bardzo kruchą i słabą, dysponującą jedynie niewielkim oddziałem zbrojnych, do tego zależną od znacznie potężniejszych templariuszy i joannitów. Największą groźbą dla Krzyżaków była groźba wchłonięcia bractwa niemieckiego przez któryś z większych zakonów, czemu Otto starał się za wszelką cenę zapobiec. Podczas swoich rządów znajdował się w nieprzerwanym konflikcie z wrogo nastawionymi templariuszami. Bracia z obu zakonów nagminnie wdawali się w bójki na ulicach Akki, a także procesowali się przed sądami Królestwa Jerozolimy. Głównym powodem sporów był strój. Noszący białe płaszcze z czerwonymi krzyżami templariusze twierdzili, że ubiór krzyżacki jest za bardzo podobny, gdyż różni się jedynie kolorem samego krzyża. Czasy Ottona von Kerpena były naznaczone piętnem tego konfliktu, który urósł do rozmiarów tak wielkich, iż wywoływał pomiędzy Krzyżakami a templariuszami wzajemną nienawiść.
Drugi wielki mistrz rządził zakonem krótko, prawdopodobnie około roku. Zmarł w Akce, 7 lutego 1209 roku, ale dokładne miejsce jego pochówku nie jest znane.